# Camillina relucens
Camillina relucens är en spindelart som först beskrevs av Simon 1893.  Camillina relucens ingår i släktet Camillina och familjen plattbuksspindlar.
Artens utbredningsområde är Venezuela. Inga underarter finns listade.